# Ajay Devgan
  Ajay Devgan  (hindi: अजय देवगन)  (Nova Delhi, 2 d'abril de 1969) (en hindi: विशाल देवगन ) és un actor indi. Després d'haver aparegut en nombroses pel·lícules d'acció, va poder evolucionar cap a papers més diversificats als quals deu la seva notorietat actual.

## Carrera
De petit, Ajay Devgan va descobrir el cinema gràcies al seu pare Veeru, que estava al capdavant d'un equip d'acrobàcies. Als 23, va debutar a Phool Aur Kaante. La pel·lícula és un èxit i el jove actor impressiona en una escena on condueix dues motocicletes simultàniament. Va ser recompensat per la seva actuació amb el premi Filmfare a l'actor més prometedor. Sota la influència del seu pare, fins a l'any 1996 va fer pel·lícules d'acció amb guions simplistes en què va realitzar ell mateix la majoria de les acrobàcies.
El 1997, canvia de registre amb Ishq, una comèdia romàntica. Allà coneix la seva futura esposa, Kajol. Però va ser especialment amb Zakhm, l'any 1998, que va cridar l'atenció en un paper extremadament commovedor quan un jove havia de superar la mort de la seva mare, assassinada durant un motí. El 24 de febrer de 1999, Ajay Devgan es va casar amb Kajol, llavors al cim de la seva popularitat. Des del seu matrimoni, si Kajol s'ha tornat més rar, no passa el mateix per a Ajay. Trobem l'actor al costat d'Aishwarya Rai i Salman Khan a Hum Dil De Chuke Sanam de Sanjay Leela Bhansali, un dels grans èxits del 1999, després a Thakshak de Govind Nihalani.
Amb Raju Chacha, Ajay Devgan ja no es conforma amb ser actor i participa en la producció. El 2003, va tornar al protagonisme. Les recompenses s'acumulen: Premi Nacional de Cinema per La llegenda de Bhagat Singh, Premi Rajiv Gandhi i dos Premis Filmfare. La seva actuació a Gangaajal va ser especialment apreciada, Quayamat va ser un gran èxit popular i Bhoot, una pel·lícula de terror, li va permetre ampliar el seu públic. Seguit per Khakee, amb Amitabh Bachchan, i Yuva, dos èxits més. A part de les pel·lícules de format habituals produïdes per Bollywood, Raincoat és desconcertant, però les actuacions dels dos intèrprets principals, Aishwarya Rai i Ajay Devgan són unànimement elogiades per la crítica.
El 2006, Ajay Devgan va interpretar el paper principal a Omkara, una adaptació d'Othello protagonitzada per Saif Ali Khan, Vivek Oberoi i Kareena Kapoor. L'any següent, va tornar a protagonitzar amb Salman Khan a London Dreams.

### Privadesa
Al febrer de 1999, es va casar amb l'actriu Kajol; la parella té una filla, Nysa, nascuda l'any 2003, després un nen nascut el 13 de setembre de 2010.

## Filmografia

### Actor
- 1985: Pyari Behna: Young Kalicharan (en tant que Master Chotu)
- 1991:Phool Aur Kaante de Sandesh Kohli: Ajay
- 1992: Jigar de Farogh Siddique: Raj "Raju" Verma
- 1993: Dil Hai Betaab de K.C. Bokadia: Ajay
- 1993: Divya Shakti de Sameer Malkan: Prashant Varma
- 1993: Platform de Deepak Pawar: Rajoo
- 1993: Sangram de Lawrence D'Souza: Raja S. Singh Kanwar
- 1993: Shaktiman de K.C. Bokadia: Amar
- 1993: Ek Hi Raasta de Deepak Bahry: Karan Singh
- 1993: Bedardi de Krishnakant Pandya: Vijay Saxena
- 1993: Dhanwaan de K. Vishwanath: Kashinath
- 1994: Dilwale de Harry Baweja: Arun Saxena
- 1994: Kanoon de Sushma Shiromani: Vishal
- 1994: Vijaypath de Farogh Siddique: Karan
- 1994: Suhaag de Sandesh Kohli: Ajay R. Sharma/Malhotra
- 1995: Naajayaz de Mahesh Bhatt: Jay Bakshi
- 1995: Hulchul de Anees Bazmee: Deva
- 1995: Gundaraj de Guddu Dhanoa: Ajay Chauvan
- 1995: Haqeeqat de Sandesh Kohli: Shiva/Ajay
- 1996: Jung de Rama Rao Tatineni: Ajay Bahadur Saxena
- 1996: Jaan  de Raj Kanwar: Karan
- 1996: Diljale de Harry Baweja: Shyam
- 1997: Itihaas de Raj Kanwar: Karan
- 1997: Ishq de Indra Kumar: Ajay Rai
- 1998: Major Saab de Tinnu Anand: Virendra Pratap Singh
- 1998: Pyaar To Hona Hi Tha de Anees Bazmee: Shekhar
- 1998: Sar Utha Ke Jiyo de Sikander Bharti
- 1998: Zakhm de Mahesh Bhatt: Ajay R. Desai
- 1999: Dil Kya Kare de Prakash Jha: Anand Kishore
- 1999: Kachche Dhaage de Milan Luthria: Aftab
- 1999: Hogi Pyaar Ki Jeet de P. Vasu: Raju
- 1999: Hum Dil De Chuke Sanam de Sanjay Leela Bhansali: Vanraj
- 1999: Hindustan Ki Kasam de Veeru Devgan: Ajay/Tauheed
- 1999: Gair de Ashok Gaekwad: Vijay Kumar/Dev
- 1999: Thakshak de Govind Nihalani: Ishaan Singh
- 2000: Deewane de Harry Baweja: Vishal/Arun
- 2000: Raju Chacha de Anil Devgan: Shekhar/Raju Chacha
- 2001: Yeh Raaste Hain Pyaar Ke: Vicky/Rohit Verma
- 2001: Lajja de Rajkumar Santoshi: Bulwa
- 2001: Tera Mera Saath Rahen de Mahesh Manjrekar: Raj Dixit
- 2002: Company de Ram Gopal Varma: Malik
- 2002: Hum Kisise Kum Nahin de David Dhawan: Raja
- 2002: The Legend of Bhagat Singh de Rajkumar Santoshi: Sardar Bhagat Singh
- 2002: Deewangee de Anees Bazmee: Tarang Bharadwaj
- 2003: Bhoot de Ram Gopal Varma: Vishal
- 2003: Qayamat: City Under Threat de Harry Baweja: Rachit
- 2003: Chori Chori de Milan Luthria: Ranbir Malhotra
- 2003: Gangaajal de Prakash Jha: S.P. Amit Kumar
- 2003: Parwana de Deepak Bahry: Parwana
- 2003: Zameen de Rohit Shetty: Col. Ranveer Ranawat
- 2003: LOC Kargil de J.P. Dutta: Capt. Manoj Pandey
- 2004: Khakee de Rajkumar Santoshi: Yashwant Angre
- 2004: Masti de Indra Kumar: Inspecteur Sikander
- 2004: Yuva de Mani Ratnam: Michael Mukherjee
- 2004: Taarzan: The Wonder Carde Abbas Alibhai Burmawalla et Mastan Alibhai Burmawalla: Deven Chaudhary
- 2004: Raincoat de Rituparno Ghosh: Manoj
- 2005: Insan de K. Subhash: DCP Ajit Ratho
- 2005: Blackmail de Anil Devgan: Shekhar Mohan
- 2005: Zameer: The Fire Within de Kamal: Suraj Chauhan
- 2005: Tango Charlie de Mani Shankar: Havaldar Mohammed Ali
- 2005: Kaal de Soham Shah: Kali Pratap Singh
- 2005: Main Aisa Hi Hoon de Harry Baweja: Neel
- 2005: Apaharan de Prakash Jha: Ajay Shastri
- 2005: Shikhar de John Mathew Matthan: Gaurav Gupta
- 2006: Dharti Kahe Pukar Ke: SP Kunal Singh
- 2006: Golmaal: Fun Unlimited de Rohit Shetty: Gopal
- 2006: Omkara de Vishal Bhardwaj: Omkara "Omi" Shukla
- 2007: Cash de Rohit Shetty: Karan/Doc
- 2007: Ram Gopal Varma Ki Aagde Ram Gopal Varma: Hirendra Chavan (Heero)
- 2008: Halla Bol de Raj Kumar Santoshi: Ashfaq Khan/Sameer Khan
- 2008: Sunday de Rohit Shetty: ACP Rajveer Randhawa
- 2008: U, Me Aur Hum de Ajay Devgan: Ajay Malhotra
- 2008: Mehbooba: Karan
- 2008: Golmaal Returns de Rohit Shetty: Gopal
- 2009: All the Best: Fun Begins de Rohit Shetty: Prem Chopra
- 2009: London Dreams de Vipul Shah: Arjun
- 2010: Atithi Tum Kab Jaoge? de Ashwani Dheer: Puneet
- 2010: Teen Patti de Leena Yadav: Sunny
- 2010: Raajneeti de Prakash Jha: Sooraj
- 2010: Once Upon a Time in Mumbaai de Milan Luthria: Sultan Mirza
- 2010: Aakrosh de Priyadarshan: Pratap Kumar
- 2010: Golmaal 3 de Rohit Shetty: Gopal
- 2010: Toonpur Ka Super Hero de Kireet Khurana: Aditya
- 2011: Dil Toh Baccha Hai Ji de Madhur Bhandarkar: Naren
- 2011: Yamla Pagla Deewana de Samir Karnik
- 2011: Ready de Anees Bazmee: Raju
- 2011: Singham de Rohit Shetty: Bajirao Singham
- 2011: Rascals de David Dhawan: Bhagat
- 2012: Tezz de Robin Bhatt: Aakash Rana
- 2012: Bol Bachchan de Rohit Shetty: Prithviraj Raghuvanshi
- 2012: Power de Rajkumar Santoshi
- 2012: Son Of Sardaar de Ashwini DhirSonakshi
- 2013: Singham 2 de Bajirao Singham
- 2022:Gangubai Kathiawadi de Sanjay Leela Bhansali

### Director
- 2008: U, Me Aur Hum amb Ajay Devgan, Kajol i Divya Dutta
- 2016: Shivaay

### Productor
- 2000: Raju Chacha, d' Anil Devgan, amb Rishi Kapoor, Ajay Devgan i Kajol

## Honors
- Premis Filmfare
  - 2009: Millor interpretació en un paper de còmic (premi de la crítica) per All the Best
  - 2003: Millor interpretació (premi de la crítica) per The Legend of Bhagat Singh 
  - 2003: Millor interpretació en un paper negatiu per a Deewangee
  - 1991: Millor esperançador masculí per Phool Aur Kaante
- Premis Nacionals de Cinema
  - 2003: Silver Lotus Award al millor actor per The Legend of Bhagat Singh
  - 1999: Silver Lotus Award al millor actor per Zakhm
- Premi Rajiv Gandhi
  - 2008: El premi Jasarat a la millor actuació Gangaajal,Apharan,Hallabol,Zakhm
  - 2003: Actor indi de l'any